# Micro-ARN 133
Le micro-ARN 133, ou miR-133, est un micro-ARN ayant un rôle dans le fonctionnement cardiaque, le métabolisme des lipides et l'oncogenèse.
Sa séquence a été fortement conservée par l'évolution et on retrouve des homologues dans différentes espèces y compris le xénope et la mouche du vinaigre.
Chez l'humain, il existe trois paralogues de miR-133 (miR-133a-1, miR-133a-2 et miR-133b) localisés sur différents chromosomes.
MiR-133 fait partie des miARNs les mieux étudiés et caractérisés.
Il présente notamment une expression plus spécifique dans le muscle ce qui lui a valu d’être classé parmi les "myomiRs",.

## Séquence
Chez l'humain, le brin du duplex miARN/miARN* mature qui est majoritairement incorporé au RISC est localisé en 3'. 
Ses séquences sont les suivantes :
5'- uuugguccccuucaaccagcug -3' (miR-133a-1/2-3p)
5'- uuugguccccuucaaccagcua -3' (miR-133b-3p)

## Rôles

### Physiologie cardiaque
MiR-133 est impliqué dans le développement et le fonctionnement normal du muscle squelettique et cardiaque.

### Métabolisme lipidique
L'organisme, en réponse au froid ou à une privation alimentaire, mobilise les réserves énergétiques contenues dans la graisse brune sous forme de lipides et le glucose, pour produire de la chaleur.
L'expression du gène Prdm16 permet d'orienter le devenir cellulaire en induisant la différenciation des précurseurs myogéniques et de la graisse blanche en adipocytes de graisse brune et donc d'augmenter les réserves potentiellement mobilisables.
En réponse à une exposition au froid, il a été mis en évidence que l'expression du facteur de transcription Mef2 était diminuée.
Ceci induisait une diminution de l'expression de miR-133, dont MEF2 contrôle l'expression dans la graisse brune.
La diminution de l'expression miR-133 libérerait à son tour l'expression de Prdm16 conduisant à une différenciation des précurseurs en adipocytes de graisse brune et à une augmentation de l’activité mitochondriale (métabolisme cellulaire et production de chaleur).
MiR-133 aurait donc un rôle important dans la régulation d'un programme génétique permettant la mises en place de graisse brune impliquée dans la résistance au froid.

## Pathologies

### Cardiaques
L'expression aberrante de miR-133 a été associée à de nombreuses pathologies du muscle squelettique et cardiaque telles que la dystrophie musculaire, l'hypertrophie (en), l'insuffisance et l’arythmie cardiaque.
MiR-133 a un rôle central dans l'hypertrophie des cellules cardiaques.
Son expression est notamment diminuée dans des modèles murins et humains de cette pathologie.
Il contrôlerait l'expression de plusieurs gènes impliqués dans l'hypertrophie ou la cardiogenèse dont RhoA (en), Cdc42 (en) et Nelf-A/Whsc2 (en), et permettrait, via ces régulations, une inhibition de l'hypertrophie ventriculaire gauche.
On a donc pu spéculer que restaurer le niveau d'expression de ce miARN pourrait atténuer le remodelage hypertrophique.
Les auteurs d'une étude ont mis en évidence que la sur-expression artificielle de miR-133a, par transgenèse, avait bien un rôle protecteur sur le cœur en améliorant la diastole, en limitant la fibrose et en modifiant certains paramètres de l'électrophysiologie cellulaire cardiaque.
Cependant, ces effets n'étaient pas associés à une modification de l'hypertrophie, de plus, les résultats obtenus in vitro et in vivo ne concordaient pas.
La stimulation chronique des récepteurs β-adrénergiques, notamment par le système nerveux sympathique, peut conduire à une altération de la fonction cardiaque.
Or, miR-133 inhibe l'expression des récepteurs adrénergiques de type bêta-1 (β1) ainsi que d'autres composantes  de cette voie de signalisation (adénylate cyclase VI (en) et sous-unité catalytique de la protéine kinase A).
Il a été montré qu'une sur-expression artificielle de miR-133, en utilisant des outils génétiques, était à même d’empêcher les effets délétères causés par une stimulation chronique des récepteurs β-adrénergiques, et ce en inhibant l'expression des composantes de cette voie, soulignant ainsi tout le potentiel thérapeutique de ce miARN.